# Wyścigowe Samochodowe Mistrzostwa Polski 1955
Sezon 1955 był trzecim sezonem Wyścigowych Samochodowych Mistrzostw Polski.

## Charakterystyka
Sezon liczył cztery eliminacje na torach w Częstochowie (2 razy), Łodzi, i Poznaniu. Zawody były rozgrywane wyłącznie w kategorii sportowej: powyżej 1600 cm³, do 1600 cm³, do 1300 cm³ oraz do 750 cm³. Punkty przyznawane były sześciu najlepszym kierowcom według klucza 8-6-4-3-2-1,  przy czym do klasyfikacji generalnej liczyły się trzy najlepsze wyniki. Warunkiem sklasyfikowania danego kierowcy w końcowym rankingu był udział w co najmniej dwóch wyścigach.

## Zwycięzcy
| Data            | Tor         | Klasa           | Zwycięzca (kierowcy) | Samochód      | Zwycięzca (zespoły) |
| --------------- | ----------- | --------------- | -------------------- | ------------- | ------------------- |
| 29 maja         | Częstochowa | S pow. 1600 cm³ | Grzegorz Timoszek    | BMW 328       | OM Warszawa         |
| 29 maja         | Częstochowa | S do 1600 cm³   | Longin Bielak        | SAM-FIAT      | Start Warszawa      |
| 29 maja         | Częstochowa | S do 1300 cm³   | Longin Bielak        | SAM-FIAT      | Start Warszawa      |
| 29 maja         | Częstochowa | S do 750 cm³    | Stanisław Jabłoński  | SAM-DKW       | OM Katowice         |
| 29 maja         | Częstochowa | Zespoły         |                      |               | OM Warszawa         |
| 26 czerwca      | Częstochowa | S pow. 1600 cm³ | Kazimierz Tarczyński | BMW 328       | OM Warszawa         |
| 26 czerwca      | Częstochowa | S do 1600 cm³   | Michał Nahorski      | SAM MN-Lancia | Start Warszawa      |
| 26 czerwca      | Częstochowa | S do 1300 cm³   | Longin Bielak        | SAM-FIAT      | Start Warszawa      |
| 26 czerwca      | Częstochowa | S do 750 cm³    | Lech Tulak           | SAM-DKW       | OM Częstochowa      |
| 31 lipca        | Poznań      | S pow. 1600 cm³ | Kazimierz Tarczyński | BMW 328       | OM Warszawa         |
| 31 lipca        | Poznań      | S do 1600 cm³   | Michał Nahorski      | SAM MN-Lancia | OM Katowice         |
| 31 lipca        | Poznań      | S do 1300 cm³   | Longin Bielak        | SAM-FIAT      | Start Warszawa      |
| 31 lipca        | Poznań      | S do 750 cm³    | Stanisław Jabłoński  | SAM-DKW       | OM Katowice         |
| 31 lipca        | Poznań      | Zespoły         |                      |               | OM Katowice         |
| 16 października | Częstochowa | S pow. 1600 cm³ | Michał Nahorski      | SAM MN-Lancia | OM Katowice         |
| 16 października | Częstochowa | S do 1600 cm³   | Michał Nahorski      | SAM MN-Lancia | OM Katowice         |
| 16 października | Częstochowa | S do 1300 cm³   | Jiří Bulíček         | Hvezda        | Svazarm             |
| 16 października | Częstochowa | S do 1300 cm³   | Jiří Bulíček         | Hvezda        | Svazarm             |

## Mistrzowie
| Klasa           | Kierowca            | Samochód      | Zespół         |
| --------------- | ------------------- | ------------- | -------------- |
| S pow. 1600 cm³ | ?                   | ?             | ?              |
| S do 1600 cm³   | Michał Nahorski     | SAM MN-Lancia | OM Katowice    |
| S do 1300 cm³   | Longin Bielak       | SAM-FIAT      | Start Warszawa |
| S do 750 cm³    | Stanisław Jabłoński | SAM-DKW       | OM Katowice    |